# Extra Musica
Extra Musica est un groupe musical congolais originaire de Brazzaville formé le 27 août 1993.
Il obtient une reconnaissance internationale grâce à ses albums, notamment État-Major, sorti en 1998.
Le groupe remporte par deux fois le prix du Meilleur groupe d'Afrique aux Kora Awards, une première fois en 2000 devant  Wenge Musica Maison Mère de Werrason avec son album Shalaï en 1999, et une deuxième fois en 2010 pour La Main Noire (2006).
Le groupe a subi de nombreuses scissions. Elles ont conduit à la création de multiples nouveaux groupes tels que Extra Musica International et Extra Musica Nouvel Horizon.

## Histoire

### Genèse
Le groupe a été créé le 27 août 1993 par sept membres, à savoir Roga-Roga, Espé Bass, Kila Mbongo, Durell Loemba, Guy-Guy Fall et Ramatoulaye Ngolali. La plupart des fondateurs se sont rencontrés à l'église Sainte Thérèse à Ouenze, tandis que d'autres étaient des voisins ou des camarades de classe.
Des années avant la création d'Extra Musica, Roga-Roga, Espé Bass, Kila Mbongo et Durell Loemba étaient membres d'un autre groupe appelé Cogiex Stars. A leurs heures de loisir, ils se produisent souvent lors des deuils et autres festivités du quartier, accompagnés des chanteurs Guy-Guy Fall, Quentin Moyascko et Régis Touba ainsi que du batteur Ramatoulaye. Cependant Roga, Espé et Kila ont été sanctionnés par l'administration de Cogiex Stars pour avoir tenté d'apporter une nouvelle "idéologie" dans le groupe, ce qui les a conduit à quitter le groupe.
Le nom Extra Musica, choisi par Roga, s'inspire des retours positifs qu'ils ont reçus de leurs aînés après leurs prestations. "Extra" signifie extraordinaire.
Ils connaîtront le succès sur les deux rives congolaises, où ils se produiront dans des événements tels que la Foire de Pointe-Noire mais aussi dans des émissions télévisées dont Variétés Samedi Soir (diffusé sur Télé Zaïre).
En 1995, ils sont repérés par le label Denide Production. Il sort leur premier album enregistré à Brazzaville, Les Nouveaux Missiles, le 15 décembre 1995. Le titre Freddy Nelson, composé par Quentin Moyascko, connaît un très grand succès. Ce dernier fut surnommé “Freddy Nelson” par les admirateurs du groupe. Les chansons de l'album comprenaient également Na Ko Bala Yo Na Ko d'Oxy Oxygène, Chagrin plus plus de Pinochet Thierry, Détresse et Dieu l'éternel de Roga-Roga, Amie Reviens de Durell Loemba.

### Apogée
Entre 1994 et 1996, Extra Musica recrute plusieurs nouveaux membres : les chanteurs Abilissi, Doudou Copa, Malice Maria, Fédé Kanofa et Herman Ngassaki, le guitariste rythmique et bassiste Sonor Digital (présent aux débuts de l’orchestre), les percussionnistes Émery Mbonda et Pozzi Gildas (ce dernier de Cogiex Stars) et le claviériste Christian Iyiangoua Kingstall.
Leur premier album Les Nouveaux Missiles s'est vendu à plus de 50 000 exemplaires (avril 1996). Extra Musica reçoit le prix "Révélation africaine de l'année" aux prix Ngwomo Africa à Kinshasa.
En 1996, Extra Musica enregistre son deuxième album studio, Confirmation, au Studio IAD de Brazzaville (comme le précédent). Il devait contenir neuf chansons, dont la chanson Dany Dany de Guy-Guy Fall, (Cette chanson fut ensuite retirée de la liste), mais aussi Succès Extra de Roga, le titre phare qui ouvre l’album. Après le mixage des chansons à Bruxelles, l'album est sorti et le groupe a entamé sa première tournée africaine, avec des concerts dans des salles et stades.
En 1997, lors d’une tournée au Mali, Guy-Guy Fall est accusé de fétichisme et est expulsé du groupe. Pour sa protection, Il précisera plus tard qu'il s'agissait d'un morceau d'une page du Coran.
Le 8 février 1997, Extra Musica a reçu le prix du "meilleur groupe africain" lors des Africar Music Awards à Libreville. Parmi les autres nommés figurait Wenge Musica.
Le 20 février de la même année, Extra Musica se produit au Palais des Congrès d'Abidjan, une salle de 2 000 personnes remplie par 4 500 personnes ce jour-là.
Leur troisième album, Ouragan (sorti le 15 décembre 1997), a été enregistré à Paris, au studio Ferber. Ils y ont enregistré leurs trois albums suivants. L'album comprenait Losambo, l'un des plus grands succès du groupe. La chanson Hommage est dédiée aux victimes de la guerre civile du Congo Brazzaville dont Malice Maria et Fédé Kanofa. Il s’agit d’une des premières chansons du répertoire de l’orchestre.

#### Scission de 1998
Extra Musica a connu sa première scission en 1998, du fait de conflits administratifs au sein du groupe. Le groupe était divisé en deux parties, avec Quentin Moyascko, Durell Loemba, Régis Touba et Pinochet Thierry d'une part, et Roga-Roga, Espé Bass, Kila Mbongo et les autres membres de l'autre.
Malgré les tentatives d'apaisement, les tensions entre les deux parties ont persisté. Le groupe a même eu du mal à jouer de manière cohérente lors des concerts. En mai 1998, Quentin et son groupe partent pour former Extra Musica International.

#### État-Major,ShalaïetTrop c’est trop
Malgré ce revers, Extra Musica, désormais Extra Musica Zangul, continue d'aller de l'avant. Leur quatrième album, État-Major, est publié en décembre 1998. Le générique, État-Major, devient le plus grand succès du groupe, le propulsant vers une renommée internationale accrue. Le clip de ce générique, publié sur YouTube 19 ans après sa sortie, comptait plus de 26 millions de vues avant d’être supprimé.
État-Major a présenté le son caractéristique d'Extra Musica, caractérisé par des paroles multi-thématiques, des mélodies entraînantes, et des riffs de guitare à pédale de distorsion. Le succès de l'album a renforcé leur position comme l'un des groupes congolais les plus populaires de tous les temps.
Extra Musica entame une vaste tournée, se produisant dans des pays comme le Botswana, le Togo, le Mali, mais aussi en Europe, notamment au Royaume-Uni. Ils recrutent l'animateur Arafat 2500 Volts, en provenance d'Extra Musica International.
À l'été 1999, ils entament leur première tournée américaine. Ils sont en tête d'affiche dans des salles prestigieuses telles que l'Irving Plaza.
À l'automne 1999, l'orchestre enregistre son cinquième album, intitulé Shalaï. Il sort le 25 décembre 1999, marquant le dernier album avec Kila Mbongo comme membre.
Comme État-Major, Shalaï remporte un grand succès, et permet à Extra Musica de recevoir le prestigieux KORA du « Meilleur groupe africain » le 18 novembre 2000 à Sun City,. Ils ont été nommés aux côtés d'autres groupes congolais de premier plan comme Werrason et Wenge Musica Maison Mère.
Le 28 février 2001, Extra Musica se produit à guichets fermés au mythique Zénith de Paris, avec les invités Papa Wemba, Fernand Mabala, Jacob Desvarieux et Werrason. Après ce concert, l’animateur Kila Mbongo se retire du groupe, en raison de la naissance de sa fille et de différends avec certains collègues.
Après une tournée euro-africaine, le sixième album d'Extra Musica, Trop c'est trop, sort en octobre 2001. Le disque connaît un grand succès et devient un classique. Le mois suivant, ils sont nommés pour les KORA Awards.

#### Obligatoire & La main noire, restructuration de l’ossature
Aux Kunde Awards de 2003, Extra Musica est plébiscité « meilleur groupe d’Afrique centrale ».
En novembre 2004, le chanteur Doudou Copa quitte l’ensemble. Le 16 décembre de la même année, Oxy Oxygène, Papy Bastin, Kerson Saddam et l'animateur Typhoïde Tarzan quittent également le groupe pour former Universal Zangul. Cela entraîne une restructuration au sein d'Extra Musica et des ajustements dans la composition du groupe. Le groupe s'enrichit de nouvelles recrues telles que Kassoul Chalkidri et Dido Senga.
Malgré ces changements, le groupe a entamé une tournée de deux mois en Afrique australe à partir du 20 décembre 2004. Ils se sont produits dans des pays dont le Malawi, le Botswana, le Zimbabwe et la Zambie.
Un an plus tard en Fin Décembre de 2004, le groupe sort l'album Obligatoire du label JPS. Qui est leur dernier.

Au cours de l'été 2005, Extra Musica s'est produit au Festival panafricain de musique (FESPAM).
Août 2005 marque le 12e anniversaire d'Extra Musica. Le chanteur Regis Touba revient dans le groupe.
En décembre 2006, Extra Musica sort un double album intitulé La Main Noire, composé de 12 chansons.
Les 24 et 25 décembre 2006, le groupe se produit au Stade de Yopougon en Côte d'Ivoire.

#### Sorcellerie (Kindoki),242et scission de 2019
En 2009, Extra Musica est nommé aux KORA Awards dans la catégorie "meilleur groupe africain". L'année suivante est marquée par une autre nomination aux KORA Awards dans la même catégorie. Herman Ngassaki, Régis Touba et Arafat 23500 Volts quittent le groupe.
Le groupe, désormais souvent nommé Roga Roga et Extra Musica, accueille de nouveaux membres, dont Zaparo de Guerre, Youyou Mobangue et États-Unis Charabia.
En 2010, ils réalisent un concert historique au Palais de la Culture d'Abidjan avec DJ Arafat comme invité. La même année, ils sortent le double album Sorcellerie (Kindoki), avec une collaboration impliquant le rappeur Passi. Ils obtiennent un Kunde Award en octobre 2011. Ils sont élus « Meilleur groupe africain de la décennie 2001-2011 ».
En octobre 2012, le groupe s'est produit devant 80 000 personnes au Stade des Martyrs à l'occasion de la Nuit de la Francophonie.
Pour célébrer les 20 ans d'Extra Musica, tous les anciens membres, y compris Quentin Moyascko, Guy-Guy Fall et d'autres, se réunissent dans le cadre du projet Extra Musica Unity. De nombreux concerts sont prévus dans tout le Congo. En 2013, des conflits apparaissent lors de la réunion d'Extra Musica Unity, culminant avec un concert perturbé à l'hôtel Le Ruisseau à Pointe-Noire.
En août 2014, sort l'album Contentieux, avec des titres comme Zéro, Congolais Tika et le générique éponyme. Le clip vidéo comptabilise aujourd'hui plus de 13 millions de vues sur YouTube (au 11 janvier 2024).
L'année 2015 commence avec le départ de Youyou Mobangue. Dans la même année paraît l'EP Oyo Ekoya Eya, contenant le générique éponyme et Lettre au président (en featuring avec Chairman Jacques Koyo).
En novembre 2017, le groupe se produit au Bock Festival d'Abidjan.
Le 16 mars 2018, le 11e album d'Extra Musica, 242, sort. Une tournée pour les 25 ans du groupe est annoncée, avec des dates en Afrique et un concert au Palais des Congrès de Paris-Montreuil le 26 mai.
En 2019, Roga Roga a reçu le prix du meilleur artiste africain aux Kunde Awards. 
Le mois de décembre de la même année marque une grande scission, plusieurs membres (dont Sonor Digital et Ramatoulaye Ngolali) créant le groupe Extra Musica Nouvel Horizon.

#### Bokoko, concert au stade Alphonse Massamba Débat
Le 15 août 2021 sort l'EP Bokoko, contenant la chanson éponyme. C'est un succès dans le monde entier. Le clip de la chanson compte aujourd'hui plus de 40 millions de vues.
Le 24 juin 2023, Roga Roga et Extra Musica se produisent à guichets fermés au stade Alphonse Massamba Debat devant 33 000 personnes (sans compter la zone de la pelouse synthétique). Le concert fut annoncé un mois plus tôt.
L’EP Nzoungou est publié le 20 août 2023, avec 6 chansons dont Toli, Fatou Sako, Jalousie et l’éponyme Nzoungou.

## Palmarès et récompenses
- 1996 : Révélation africaine de l’année aux Prix Ngwomo Africa (Kinshasa)
- 1997 : Palme d’or du meilleur groupe africain aux Africar Music Awards
- 1999 : Meilleur groupe aux Tropic Music Awards
- 1999 : Nomination « meilleur groupe africain » aux Kora Awards
- 2000 : Meilleur groupe africain aux Kora Awards
- 2001 : Nomination « meilleur groupe africain » aux Kora Awards
- 2003 : Meilleur groupe africain aux Kundé Awards
- 2009 : Nomination « meilleur groupe africain » aux Kora Awards
- 2010 : Nomination « meilleur groupe africain » aux Kora Awards
- 2011 : Meilleur groupe africain de la décennie 2001-2011 aux Kundé Awards

## Discographie

### Albums studio
- 1995 : Les nouveaux missiles
- 1996 : Confirmation
- 1997 : Ouragan
- 1998 : État-Major
- 1999 : Shalaï
- 2001 : Trop c’est trop
- 2004 : Obligatoire
- 2006 : La main noire
- 2011 : Sorcellerie (Kindoki)
- 2014 : Contentieux
- 2018 : 242

### Maxi-singles
- 2015 : Oyo Ekoya Eya
- 2020 : Patati Patata
- 2021 : Bokoko
- 2023 : Nzoungou

## Groupes affiliés
- Universal Zangul
- Z1 International
- Extra Musica International
- Extra Musica Nouvel Horizon
- Génération Universal
- Dream Team
- Extra Musica Nouvel Horizon Maison Mère
- Extra Musica Nouvel Horizon Aile Paris